# Vaiśeṣika
Vaisheshika (IAST:Vaiśeṣika, sanscrito: वैशॆषिक) è uno dei sei Darśana della filosofia indiana, codificato tra il 200 a.C. e il 100 d.C. da un maestro chiamato Kanāda (mangiatore d'atomi) nel cosiddetto Vaisheshikasūtra; costituisce la "dottrina distintiva", l'analisi dell'esistente.
Questo Darśana è diretto alla conoscenza delle cose singole in quanto tali, considerate in modo distintivo nella loro esistenza contingente e può essere definito come un realismo atomistico pluralista. Esso cerca di definire i caratteri generali delle cose osservate e postula sei categorie (padārtha) tramite le quali "classifica" la molteplicità della manifestazione: sostanza (dravya), qualità (guna), azione (karma), generalità (sāmānya), particolarità (viśeṣa), inerenza (samavāya). Come per ogni altra darśana, la sua ricerca della verità delle cose è sempre rivolta a liberare la coscienza dell'individuo imprigionata nell'ignoranza.